# Гвинея на летних Олимпийских играх 1984
Гвинея принимала участие в Летних Олимпийских играх 1984 года в Лос-Анджелесе (США) в третий раз за свою историю, но не завоевала ни одной медали. Страну представлял один дзюдоист.

## Дзюдо
Спортсменов — 1
| Спортсмен       | Категория | 1/32               | 1/16                               | 1/8                  | 1/4                  | 1/2                  | 1-й доп. раунд       | Утешит. четвертьфинал | Утешит. полуфинал    | За 3 место           | Финал                |                      |
| Спортсмен       | Категория | Соперник Результат | Соперник Результат                 | Соперник Результат   | Соперник Результат   | Соперник Результат   | Соперник Результат   | Соперник Результат    | Соперник Результат   | Соперник Результат   | Соперник Результат   |                      |
| --------------- | --------- | ------------------ | ---------------------------------- | -------------------- | -------------------- | -------------------- | -------------------- | --------------------- | -------------------- | -------------------- | -------------------- | -------------------- |
| Абдулайе Диалло | До 78 кг  | -                  | Антонио Рокуэте Андраде пор. иппон | Закончил выступление | Закончил выступление | Закончил выступление | Закончил выступление | Закончил выступление  | Закончил выступление | Закончил выступление | Закончил выступление | Закончил выступление |